# Pistius kanikae
Pistius kanikae is een spinnensoort in de taxonomische indeling van de krabspinnen (Thomisidae).
Het dier behoort tot het geslacht Pistius. De wetenschappelijke naam van de soort werd voor het eerst geldig gepubliceerd in 1964 door Basu.